# Complement circumstanțial de timp
Circumstanțialul de timp este partea secundară de propoziție care arată timpul în care se desfășoară o acțiune.
Răspunde la întrebările: "când?", "de când?", "până când?", "pe când?", "cât timp?".
Circumstanțialul de timp determină:
- un verb: Ne-a vizitat ieri.
- o locuțiune verbală: Și-a adus aminte de ea azi.
- o interjecție: Iată  acum alt exemplu!
- un adjectiv: Anca este bolnavă de alaltăieri.

Complementul cirumstanțial de timp se exprimă prin:
- adverb de timp cu sau fără prepoziție: Vino mâine!
- locuțiune adverbială de timp: Ne întâlneam din când în când.
- substantiv: A plecat într-o zi de primăvară.
- pronume: A sosit după el.
- numeral cu valoare substantivală: A ajuns după cei doi.
- adjectiv: De tânără, picta.
- verb la un mod nepersonal: Am citit până a venit mama.

Cazurile circumstanțialului de timp:
- Cazul nominativ
- Cazul acuzativ
- Cazul dativ
- Cazul genitiv